# Audrey Lacaze
Pour les articles homonymes, voir Lacaze.
Audrey Lacaze est une joueuse de football française née le 11 juillet 1984 à Montpellier. Elle évolue au poste de défenseur. 
Elle joue à Montpellier et elle a fait partie de l'équipe de France de football des moins de 21 ans.

## Carrière
- 1990-1996 : AS Saint-Martin Gazélec
- 1996-2001 : Montpellier Le Crès
- 2001-2007 : Montpellier HSC

## Palmarès
- Championne de France en 2004 et en 2005 avec Montpellier
- Vainqueur du Challenge de France féminin en 2006 et en 2007 avec Montpellier
- Finaliste du Challenge de France féminin en 2003 avec Montpellier
- Demi-finaliste de la Coupe UEFA féminine 2005-2006 avec Montpellier